# Lipotriches fortior
Lipotriches fortior är en biart som först beskrevs av Cockerell 1929.  Lipotriches fortior ingår i släktet Lipotriches och familjen vägbin. Inga underarter finns listade i Catalogue of Life.